# Реметеа Оашулуј (Сату Маре)
Реметеа Оашулуј (рум. Remetea Oașului) насеље је у Румунији у округу Сату Маре у општини Орашу Ноу. Oпштина се налази на надморској висини од 180 m.

## Становништво
Према подацима из 2002. године у насељу је живело 585 становника.

### Попис2002.
| Расподела становништва по националности 2002.‍ | Расподела становништва по националности 2002.‍ | Расподела становништва по националности 2002.‍ | Расподела становништва по националности 2002.‍ | Расподела становништва по националности 2002.‍ |
| --------------------------------------------- | --------------------------------------------- | --------------------------------------------- | --------------------------------------------- | --------------------------------------------- |
|                                               |                                               |                                               |                                               |                                               |
| Румуни                                        | Румуни                                        |                                               | 47                                            | 8,0%                                          |
| Мађари                                        | Мађари                                        |                                               | 537                                           | 92,0%                                         |